# Sokrušitel'nyj (cacciatorpediniere 1937)
Il Sokrušitel'nyj fu un cacciatorpediniere della Voenno-morskoj flot, entrato in servizio nell'agosto 1939 e parte della classe Gnevnyj.
Assegnato alla Flotta del Baltico ma ritrasferito quasi subito alla Flotta del Nord, dopo l'invasione tedesca dell'Unione Sovietica il cacciatorpediniere operò nell'ambito del teatro dell'Artico della seconda guerra mondiale, sia conducendo missioni di bombardamento costiero lungo la linea del fronte a occidente di Murmansk che scortando i "convogli artici" diretti nel nord della Russia dal Regno Unito. Mentre era di scorta al convoglio QP 15, il 20 novembre 1942 il Sokrušitel'nyj incappò in una violenta tempesta nel Mare di Barents; spezzata in due dalla violenza del mare, la nave affondò la mattina seguente con un totale di 52 vittime tra il suo equipaggio.

## Storia
Ordinata nell'ambito del secondo piano quinquennale del 1933, la nave venne impostata il 29 ottobre 1936 al Cantiere navale No. 189 (Ordžonikidze) di Leningrado con il numero di scalo 292; l'unità fu poi varata il 23 agosto 1937 con il nome di Sokrušitel'nyj (Сокрушительный, "devastante" in lingua russa) ed entrò in servizio il 13 agosto 1939. Inizialmente assegnata alla Flotta del Baltico, la nave fu trasferita in forza alla Flotta del Nord nel novembre 1939 e svolse lavori di manutenzione a Molotovsk dal 18 luglio 1940 al 4 luglio 1941.
Dopo l'attacco tedesco all'Unione Sovietica nel giugno 1941, il Sokrušitel'nyj, insieme al gemello Groznyj e al posamine Kanin, stese un campo di mine navali difensivo all'entrata del Mar Bianco tra il 23 e il 24 luglio; il 31 luglio seguente invece la nave si incontrò con il posamine britannico HMS Adventure nel Mare di Barents e lo scortò ad Arcangelo. Tra il 10 e il 18 agosto il Sokrušitel'nyj svolse missioni di scorta al traffico navale lungo la costa della Carelia affacciata sul Mar Bianco mentre, tra il 23 e il 24 agosto, insieme al Groznyj il cacciatorpediniere scortò ad Arcangelo alcune navi cariche di civili evacuati da Spitsbergen; una settimana più tardi il Sokrušitel'nyj, inserito in una formazione comprendete anche il Groznyj e i cacciatorpediniere Valerian Kujbyšev e Urickij, protesse nell'ultimo tratto l'arrivo ad Arcangelo del convoglio Dervish, il primo dei "convogli artici" di rifornimento diretti dalla Gran Bretagna nel nord della Russia. Tra il 10 e il 15 settembre la nave e le restanti unità della 1ª Divisione cacciatorpediniere (Groznyj, Gremâŝij e Gromkij) stesero un paio di campi minati difensivi al largo della Penisola di Rybačij impiegando ordigni di fabbricazione britannici consegnati il mese prima dallo Adventure.
Il 24 ottobre 1941 il Sokrušitel'nyj intervenne negli scontri con i tedeschi lungo il fronte a occidente di Murmansk, bombardando le posizioni nemiche dietro il fiume Zapadnaja Lica con 114 colpi da 130 mm; il 29 ottobre il cacciatorpediniere entrò in collisione con il dragamine T-896 nella Baia di Kola, sostando poi in cantiere per cinque giorni per le dovute riparazioni. In novembre il Sokrušitel'nyj tornò in azione contro le truppe tedesche, bombardando le posizioni nemiche il 6, 9, 16 e 18 novembre e sparando un totale di 435 colpi da 130 mm; dopo aver fatto parte della scorta del convoglio artico PQ 3 il 23 novembre, il cacciatorpediniere tornò a bombardare le postazioni tedesche tra il 26 e il 30 novembre, sparando un totale di 985 colpi in quattro giorni. Il 17 dicembre invece il Sokrušitel'nyj e il Groznyj presero il mare da Murmansk di scorta all'incrociatore britannico HMS Kent in un fallito tentativo di intercettare una formazione di cacciatorpediniere tedeschi, che poco prima aveva tentato un attacco al convoglio PQ 6. Il 31 dicembre 1941 e il 1º gennaio 1942 il cacciatorpediniere tornò a bombardare le postazioni tedesche nella zona del Golfo Motovskij, sparando un paio di centinaia di colpi da 130 mm.
Il Sokrušitel'nyj e il Gremâŝij scortarono il convoglio PQ 8 nella Baia di Kola il 20 gennaio 1942, per poi formare, dal 24 al 28 gennaio, parte della scorta del convoglio QP 6 diretto da Murmansk nel Regno Unito. Dopo lavori di manutenzione di routine protrattisi dal 20 febbraio al 25 marzo, il Sokrušitel'nyj e il Gremâŝij furono inviati a scortare il convoglio PQ 13 il 29 marzo; quella sera stessa il convoglio fu attaccato da una formazione di cacciatorpediniere tedeschi: il Sokrušitel'nyj ingaggiò brevemente il cacciatorpediniere Z26 rivendicando un centro ai suoi danni, prima che l'unità tedesca fosse colata a picco da navi britanniche. Tra il 10 e il 12 aprile il Sokrušitel'nyj e il Gremâŝij scortarono il convoglio QP 10, per poi accompagnare a Murmansk il PQ 14 dal 17 al 19 aprile seguenti. La stessa coppia di unità formò parte della scorta del convoglio QP 11 il 28 aprile; dopo che l'incrociatore britannico HMS Edinburgh fu silurato da un sommergibile tedesco il 30 aprile nel Mare di Barents, i cacciatorpediniere sovietici invertirono la rotta e diressero a prestargli assistenza, ma rientrarono in porto il 1º maggio per rifornirsi di carburante e furono quindi assenti quando, il 2 maggio, l'incrociatore fu silurato e affondato da una formazione di cacciatorpediniere tedeschi. Dopo una missione di bombardamento sul fronte della Zapadnaja Lica il 10 maggio, il Sokrušitel'nyj scortò il convoglio QP 12 tra il 21 e il 23 maggio e il PQ 16 tra il 28 e il 30 maggio.
Mentre era impegnato nella ricerca dei mercantili dispersi del convoglio PQ-17, il 10 luglio il Sokrušitel'nyj riportò danni al timone e al telemetro da frammenti di bombe sganciate nelle vicinanze da velivoli tedeschi; dopo le riparazioni, tra il 17 e il 20 settembre il cacciatorpediniere fece parte della scorta del convoglio PQ 18. Il 17 novembre il Sokrušitel'nyj si aggregò alla scorta del convoglio QP 15 salpato da Murmansk; il 20 novembre seguente la nave incappò in una violenta tempesta mentre era in navigazione nel Mare di Barents, la quale le staccò di netto la poppa uccidendo sei uomini dell'equipaggio. I cacciatorpediniere Valerian Kujbyšev, Urickij e Razumnyj furono inviati in soccorso e riuscirono a trarre in salvo 191 membri della ciurma, anche se durante le operazioni di soccorso altri 30 marinai dell'equipaggio del cacciatorpediniere persero la vita. A corto di carburante, i cacciatorpediniere della squadra di salvataggio dovettero lasciare la zona il 21 novembre e il Sokrušitel'nyj, rimasto con a bordo una ciurma scheletrica di 16 uomini, affondò infine quello stesso giorno nelle acque a nord della Penisola di Kola. Molti degli ufficiali abbandonarono la nave prima dei marinai, e le punizioni furono severe: il comandante del cacciatorpediniere venne fucilato per codardia, mentre il suo ufficiale esecutivo fu assegnato a un battaglione di disciplina